# KZ1 (karting)

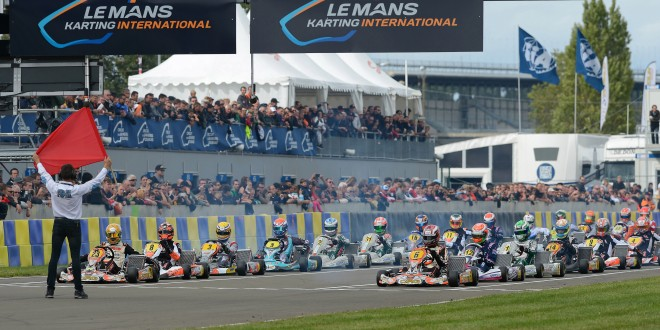
Carrera de KZ1.

KZ1, también conocido como Fórmula C, es una clase de carreras de karts que utiliza motores de dos tiempos de 125 cc refrigerados por agua, que rinden aproximadamente entre 46–50 caballos de fuerza (34–37 kW), equipado con una caja de cambios de seis velocidades. 
Es la más rápida de las categorías de carreras de karting de KZ, y las regulaciones técnicas son similares a las de KZ2, excepto que KZ1 permite que la caja de cambios sea manual o electromecánica, así como el uso inteligente de neumáticos blandos.  Tanto los motores como el chasis deben estar aprobados por la comisión rectora de carreras CIK-FIA.
Está abierto a los mejores conductores mayores de 15 años. El peso mínimo es 170 kilos, esto incluye el kart y el conductor. Pueden acelerar de 0 a 100 kilómetros por hora en 3 segundos. KZ1 tiene una velocidad máxima de 180 kilómetros por hora (110 mph).
Esta clase solía llamarse Fórmula C. Se suspendió en favor de Super ICC y la CIK-FIA le cambió el nombre a KZ1 en enero de 2007.
Hay un Campeonato de Europa KZ1 y una Copa del Mundo, ambos organizados por CIK-FIA.

## Campeones del mundo de karting CIK-FIA
| Año       | Campeón del mundo   | Chasis / Motor / Neumático       | Clase     |
| --------- | ------------------- | -------------------------------- | --------- |
| 1983      | Gianni Mazzola      | Birel / Balen / Dunlop           | Formula C |
| 1984      | Gabriele Tarquini   | Kalì / Balen / Dunlop            | Formula C |
| 1985      | Piermario Cantoni   | Kalì / Balen / Dunlop            | Formula C |
| 1986      | Fabrizio Giovanardi | Tony Kart / Pavesi / Bridgestone | Formula C |
| 1987      | Alessandro Piccini  | DAP / Pavesi / Vega              | Formula C |
| 1988      | Peter Rydell        | All Kart / Pavesi / Dunlop       | Formula C |
| 1989      | Gianluca Giorgi     | Kalì / Kalì / Dunlop             | Formula C |
| 1990      | Alessandro Piccini  | Birel / Pavesi / Bridgestone     | Formula C |
| 1991      | Alessandro Piccini  | Birel / Pavesi / Dunlop          | Formula C |
| 1992      | Danilo Rossi        | Kalì / Pavesi / Dunlop           | Formula C |
| 1993      | Alessandro Piccini  | Kalì / Pavesi / Dunlop           | Formula C |
| 1994      | Jarno Trulli        | Tony Kart / Pavesi / Dunlop      | Formula C |
| 1995      | Gianluca Beggio     | Biesse / TM / Vega               | Formula C |
| 1996      | Gianluca Beggio     | Biesse / TM / Bridgestone        | Formula C |
| 1997      | Gianluca Beggio     | Birel / TM / Bridgestone         | Formula C |
| 1998      | Gianluca Beggio     | Birel / TM / Bridgestone         | Formula C |
| 1999      | Francesco Laudato   | Birel / TM / Dunlop              | Formula C |
| 2000      | Gianluca Beggio     | Birel / TM / Bridgestone         | Formula C |
| 2001 2002 | not held            | not held                         | not held  |
| 2003*     | Robert Dirks        | Birel / TM / Vega                | Super ICC |
| 2004*     | Ennio Gandolfi      | Birel / TM / Vega                | Super ICC |
| 2005*     | Francesco Laudato   | Birel / TM / Vega                | Super ICC |
| 2006*     | Davide Forè         | Tony Kart / Vortex / Vega        | Super ICC |
| 2007*     | Jonathan Thonon     | CRG / Maxter / Dunlop            | KZ1       |
| 2008*     | Jonathan Thonon     | CRG / Maxter / Dunlop            | KZ1       |
| 2009*     | Jonathan Thonon     | CRG / Maxter / Dunlop            | KZ1       |
| 2010*     | Bas Lammers         | Intrepid / TM / Dunlop           | KZ1       |
| 2011*     | Jonathan Thonon     | CRG / Maxter / Dunlop            | KZ1       |
| 2012*     | Bas Lammers         | Praga / Parilla / Bridgestone    | KZ1       |
| 2013      | Max Verstappen      | CRG / TM / Bridgestone           | KZ        |
| 2014      | Marco Ardigo        | Tony Kart / Vortex / Bridgestone | KZ        |
| 2015      | Jorrit Pex          | CRG / TM / Bridgestone           | KZ        |
| 2016      | Paolo de Conto      | CRG / TM / Vega                  | KZ        |
| 2017      | Paolo de Conto      | CRG / TM / Vega                  | KZ        |
| 2018      | Patrik Hajek        | Kosmic / Vortex / LeCont         | KZ        |
| 2019      | Marijn Kremers      | Birel / TM / Bridgestone         | KZ        |
| 2020      | Jérémy Iglesias     | Formula K / TM / Vega            | KZ        |
| 2021      | Noah Milell         | Tony Kart / Vortex / MG          | KZ        |
| 2022      | Viktor Gustafsson   | CRG / TM / LeCont                | KZ        |
| 2023      | Paolo Ippolito      | Kart Republic / IAME / LeCont    | KZ        |

## Campeones de Europa de Karting CIK-FIA
| Año  | Piloto              | Chasis        | Motor      | Clase             |
| ---- | ------------------- | ------------- | ---------- | ----------------- |
| 1974 | Aad van Daalen      | Landia        | Yamaha     | Formula C - 125cc |
| 1975 | Ben van Velzen      | Mach 1        | Yamaha     | Formula C - 125cc |
| 1976 | Gianfranco Baroni   | All Kart      | BMC        | Formula C - 125cc |
| 1977 | Gianfranco Baroni   | All Kart      | BMC        | Formula C - 125cc |
| 1978 | Gianfranco Baroni   | All Kart      | BMC        | Formula C - 125cc |
| 1979 | Giancarlo Vanaria   | Kali Kart     | Rotax      | Formula C - 125cc |
| 1980 | Gianfranco Baroni   | Birel         | BMC        | Formula C - 125cc |
| 1981 | Gianfranco Baroni   | Birel         | BMC        | Formula C - 125cc |
| 1982 | Alessandro Piccini  | Allkart       | Morbidelli | Formula C - 125cc |
| 1982 | Peter De Bruijn     | Tecno Kart    | Parilla    | Formula K         |
| 1983 | Mike Wilson         | Birel         | Parilla    | Formula K         |
| 1984 | Mike Wilson         | Birel         | Parilla    | Formula K         |
| 1985 | Stefan Frietsch     | Kali Kart     | Komet      | Formula K         |
| 1986 | Yvan Muller         | Kali Kart     | Komet      | Formula K         |
| 1987 | Alex Zanardi        | Kali Kart     | Komet      | Formula K         |
| 1988 | Federico Gemmo      | Tecno Kart    | Komet      | Formula K         |
| 1989 | Marc Goossens       | Tecno Kart    | Komet      | Formula K         |
| 1990 | Martijn Koene       | Swiss Hutless | Rotax      | Formula K         |
| 1991 | Massimiliano Orsini | Tony Kart     | Rotax      | Formula SA        |
| 1992 | Gianluca Beggio     | Kali Kart     | Rotax      | Formula K         |
| 1993 | Nicola Gianniberti  | Haase         | Rotax      | Formula SA        |
| 1994 | Jarno Trulli        | Tony Kart     | Rotax      | Formula SA        |
| 1995 | Massimiliano Orsini | Swiss Hutless | Italsistem | Formula SA        |
| 1996 | Jonny Mislijevic    | Tony Kart     | Vortex     | Formula SA        |
| 1996 | Alessandro Piccini  | CRG           | Pavesi     | Formula C         |
| 1997 | Jenson Button       | Tecno Kart    | Rotax      | Formula SA        |
| 1997 | Gianluca Beggio     | Birel         | TM         | Formula C         |
| 1998 | Davide Forè         | Tony Kart     | Rotax      | Formula SA        |
| 1998 | Gianluca Beggio     | Birel         | TM         | Formula C         |
| 1999 | Giuseppe Palmieri   | Swiss Hutless | Italsistem | Formula SA        |
| 1999 | Ronnie Quintarelli  | Tony Kart     | Vortex     | Formula C         |
| 2000 | Mario Siegers       | Trulli Kart   | Vortex     | Formula SA        |
| 2000 | Francesco Laudato   | Birel         | TM         | Formula C         |
| 2001 | Alessandro Piccini  | CRG           | TM         | Formula C         |
| 2002 | Sauro Cesetti       | Kosmic        | Vortex     | Super-ICC         |
| 2003 | Alessandro Manetti  | CRG           | Pavesi     | Super-ICC         |
| 2004 | Francesco Laudato   | Birel         | TM         | Super-ICC         |
| 2005 | Francesco Laudato   | Birel         | TM         | Super-ICC         |
| 2006 | Roberto Toninelli   | BRM           | TM         | Super-ICC         |
| 2007 | Alessandro Manetti  | Intrepid      | TM         | KZ1               |
| 2008 | Jonathan Thonon     | CRG           | Maxter     | KZ1               |
| 2009 | Bas Lammers         | Intrepid      | TM         | KZ1               |
| 2010 | Bas Lammers         | Intrepid      | TM         | KZ1               |
| 2011 | Paolo De Conto      | Energy Corse  | TM         | KZ1               |
| 2012 | Jorrit Pex          | CRG           | TM         | KZ1               |
| 2013 | Max Verstappen      | CRG           | TM         | KZ                |
| 2014 | Rick Dreezen        | Zanardi       | Parilla    | KZ                |
| 2015 | Flavio Camponeschi  | Tony Kart     | Vortex     | KZ                |
| 2016 | Marco Ardigò        | Tony Kart     | Vortexl    | KZ                |
| 2017 | Paolo De Conto      | CRG           | TM         | KZ                |
| 2018 | Jorrit Pex          | CRG           | TM         | KZ                |
| 2019 | Jorrit Pex          | Kart Republic | TM         | KZ                |
| 2020 | Marijn Kremers      | Riccardo Kart | TM         | KZ                |
| 2021 | Riccardo Longhi     | Birel ART     | TM         | KZ                |
| 2022 | Paolo Ippolito      | Kart Republic | IAME       | KZ                |
| 2023 | Danilo Albanese     | Kart Republic | IAME       | KZ                |